# Strada Statale 621 della Valle Aurina
Die Strada Statale 621 della Valle Aurina (kurz SS 612, in Südtirol in ihrem unteren Abschnitt meist Tauferer Straße, im oberen Abschnitt Ahrner oder Ahrntaler Straße genannt) ist eine 43 km lange Staatsstraße in Südtirol und die nördlichste Staatsstraße Italiens. Sie erschließt das Tal der Ahr, weshalb sie den namentlichen Titel della Valle Aurina trägt.

## Verlauf
Die SS 612 nimmt in Bruneck im Pustertal ihren Anfang, wo sie über den sogenannten Nordring mit der SS 49 verknüpft ist. Von Bruneck aus führt sie nordwärts ins Tauferer Tal, wo sie die Gemeinden Gais und Sand in Taufers erschließt. Anschließend steigt sie ins Ahrntal bergan, durchquert dort mehrere Ortschaften der gleichnamigen Gemeinde Ahrntal und Prettau, und endet schließlich in Kasern, dem nördlichsten Dorf Italiens, unter dem Alpenhauptkamm.